# Actinochaetopteryx nudibasis
Actinochaetopteryx nudibasis är en tvåvingeart som beskrevs av Malloch 1935. Actinochaetopteryx nudibasis ingår i släktet Actinochaetopteryx och familjen parasitflugor. Inga underarter finns listade i Catalogue of Life.